# إنشاد (اسم)
إِنْشَاد هو اسم علم مؤنث من أصل عربي، من نشد ومعناه هو رفع الصوت عند قراءة الشعر.